# Wild & Free
Wild & Free ist ein Lied der deutschen Sängerin Lena. Er wurde von ihr, Sarah Connor, Tim Myers und dem Produktionsteam Beatgees geschrieben und von letzteren zusammen mit Myers für den Soundtrack des Kinofilms Fack ju Göhte 2 (2015) produziert. Der Song wurde am 11. September 2015 als digitale Single veröffentlicht und war später auf der Deluxe-Version von Lenas Album Crystal Sky enthalten.

## Musikvideo
Ein Musikvideo zur Veröffentlichung von Wild & Free wurde erstmals am 11. September 2015 mit einer Gesamtlänge von drei Minuten und vierzehn Sekunden auf YouTube veröffentlicht. Das Musikvideo konnte dort bis August 2025 79,5 Millionen Aufrufe erzielen.

## Rezeption

### Chartplatzierungen
| ChartsChartplatzierungen | Höchstplatzierung | Wochen |
| ------------------------ | ----------------- | ------ |
| Deutschland (GfK)        | 8 (29 Wo.)        | 29     |
| Österreich (Ö3)          | 21 (30 Wo.)       | 30     |
| Schweiz (IFPI)           | 37 (1 Wo.)        | 1      |

| ChartsJahrescharts (2015) | Platzierung |
| ------------------------- | ----------- |
| Deutschland (GfK)         | 71          |

### Auszeichnungen für Musikverkäufe
| Land/Region        | Auszeichnungen für Musikverkäufe (Land/Region, Auszeichnung, Verkäufe) | Verkäufe |
| ------------------ | ---------------------------------------------------------------------- | -------- |
| Deutschland (BVMI) | Gold                                                                   | 200.000  |
| Insgesamt          | 1× Gold ·                                                              | 200.000  |